# Temirtau (Kazakistan)
Temirtau (in kazako Теміртау?) è una città del Kazakistan, nella regione di Karaganda.
Ha assunto il nome attuale, che in kazako significa "montagna di ferro", nel 1945, precedentemente si è chiamata Samarkandski.
Sorge sul fiume Noura ed è nota per le sue acciaierie.